# Agnès Tejada
Agnès Tejada, més coneguda com a Venus (nascuda a Sabadell el 20 de desembre de 1978) és una locutora de ràdio i presentadora de televisió que ha treballat a Ràdio Flaixbac, Europa FM i Teletaxi TV.
En la seva trajectòria als mitjans de comunicació, es va iniciar en l'última temporada de "Vitamina N" al canal català City TV. El 2004 va fitxar amb Ràdio Flaixbac per acompanyar a Josep Lobató i Oriol Sàbat en el programa 'Prohibit als pares', iniciat el 2003. Un temps després va formar part de la producció de 'Probibit als tímids' a TV3 (Televisió de Catalunya). Arran del programa, va publicar llibres com 'Prohibit als pares' el 2005 i 'Som PAP, la nostra vida, el nostre rotllo' el 2006, que van portar a Venus i als seus companys a multitudinàries firmes de llibres.

## Trajectòria professional
- 2003-2006 Prohibit Als Pares com a Presentadora a Ràdio Flaixbac[2]
- 2006-2007 Ponte a prueba com a presentadora a Europa FM al costat de Josep Lobató i Oriol Sàbat[3]
- 2007 "Ponte a prueba, el libro" i "Ponte a prueba CONFIDENCIAL" com a escriptora
- 2007 Buenafuente i ¿Dónde Estás Corazón? com a convidada per parlar del seu programa
- 2008 "Ya te digo", com a copresentadora a Europa FM
- 2008 "D-Generació", com a presentadora en aquest programa a la cadena de televisió TeletaxiTV
- 2014 "No te Cortes" Los 40 Principales[4]